# 離堆公園駅
離堆公園駅（りたいこうえんえき、中文表記: 离堆公园站）は、四川省成都市都江堰市に所在する成灌線離堆支線の駅。同支線の終点駅である。2013年7月23日に開業。成都鉄路局が管轄する。中国南西部で旅客専用線を導入した際、初めて地下駅として開業した3つの駅の1つである。出入口は2つある。

## 駅構内
ホームドアを備えた相対式ホーム2面2線を有する。

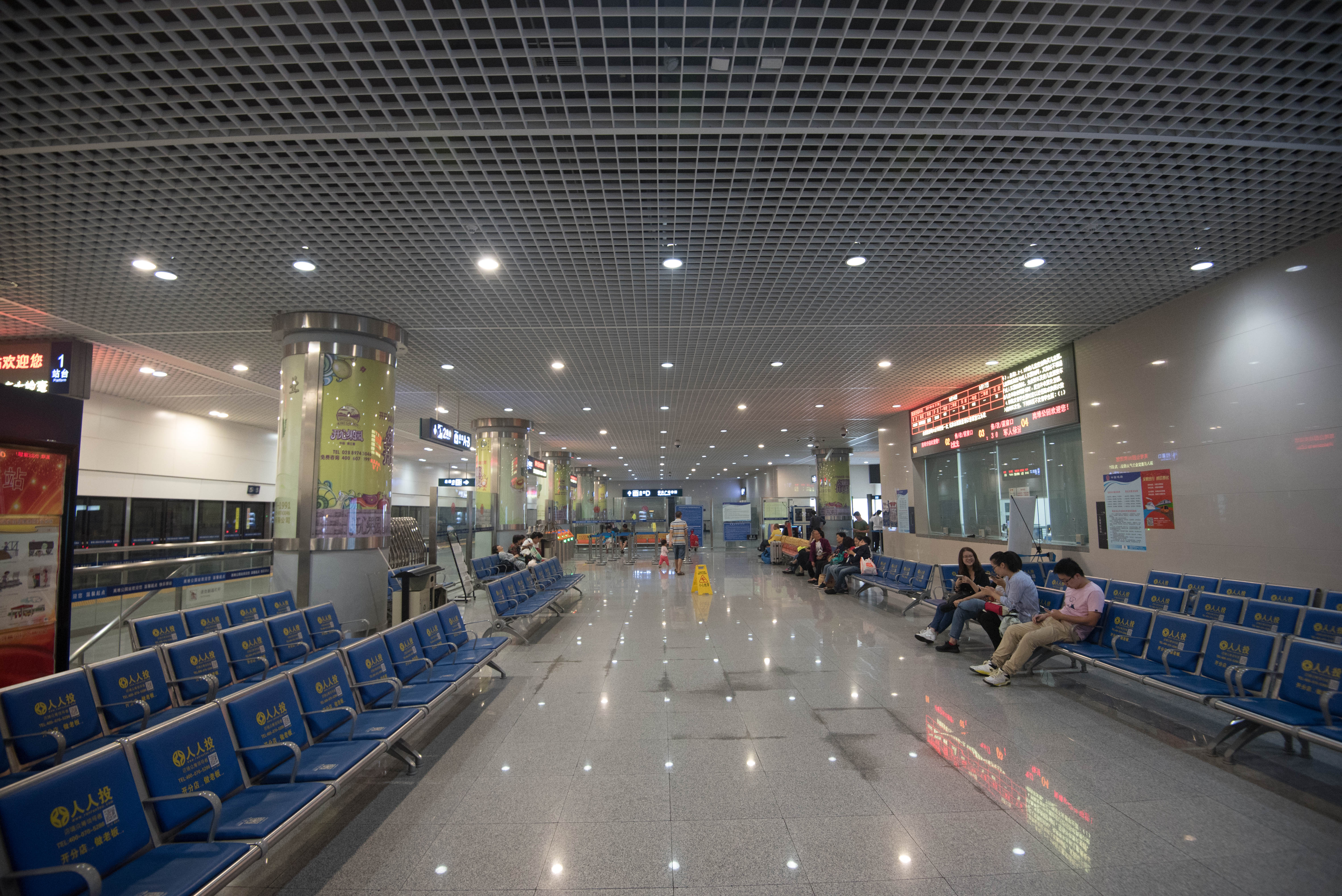
1番線側待合室
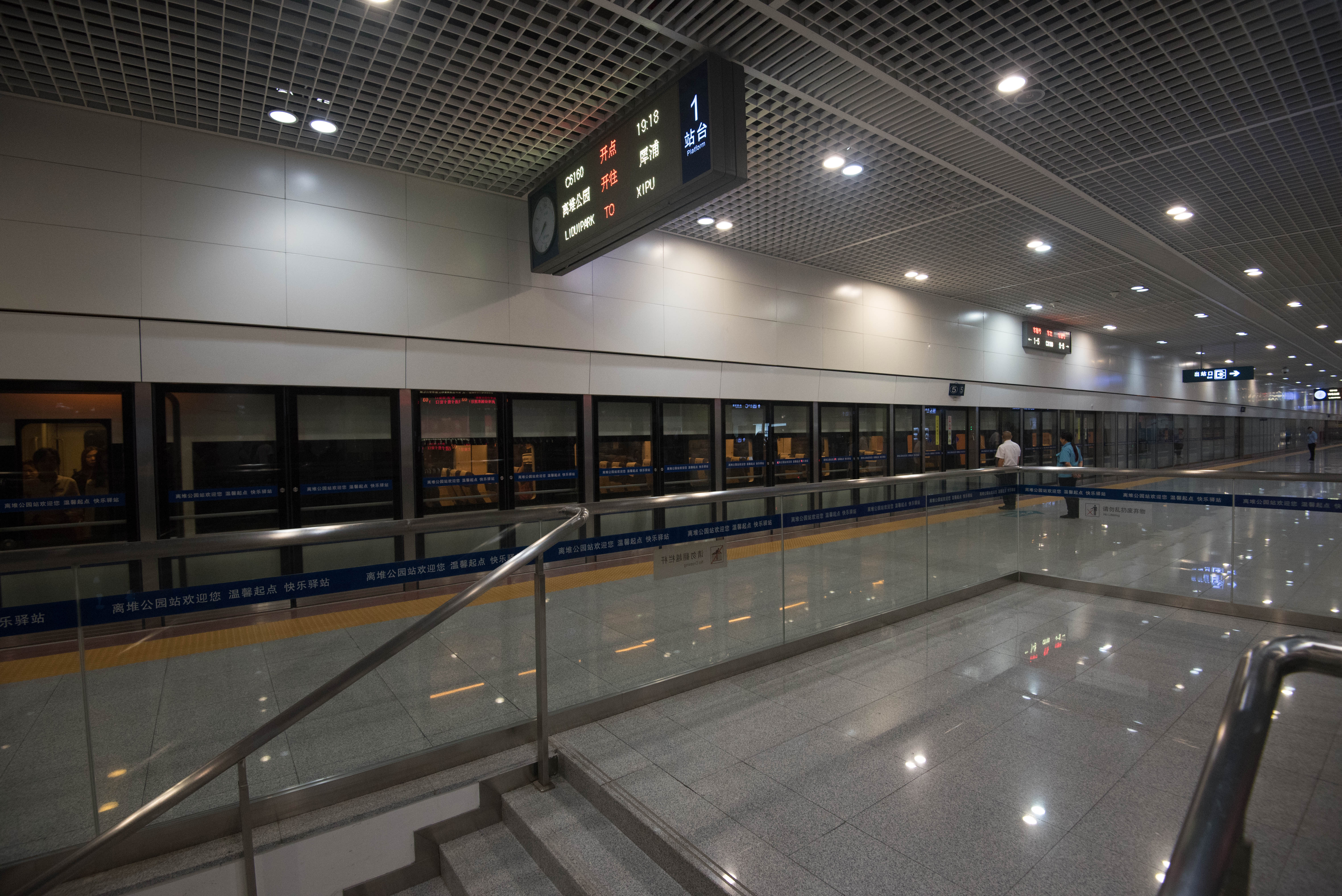
1番線

| 1        | 出入口             | 出入口                         |
| 地下 2階 |                    | 切符売り場、待合室             |
| 地下 2階 | 相対式ホーム       |                                |
| 地下 2階 | 2番線              | 成灌線成都駅（李冰広場駅）方面 |
| 地下 2階 | 1番線              | 成灌線成都駅（李冰広場駅）方面 |
| 地下 2階 | 相対式ホーム       |                                |
| 地下 2階 | 切符売り場、待合室 |                                |
| 地下 3階 |                    | 連絡通路                       |

- 1番線側待合室
- 1番線